# Parany de l'Arca de Noè
|   | a | b | c | d | e | f | g | h |   |
| 8 | a8 negres torre · d8 negres dama · e8 negres rei · f8 negres alfil · g8 negres cavall · h8 negres torre · d7 negres alfil · f7 negres peó · g7 negres peó · h7 negres peó · a6 negres peó · d6 negres peó · b5 negres peó · d5 blanques dama · c4 negres peó · e4 blanques peó · b3 blanques alfil · a2 blanques peó · b2 blanques peó · c2 blanques peó · f2 blanques peó · g2 blanques peó · h2 blanques peó · a1 blanques torre · b1 blanques cavall · c1 blanques alfil · e1 blanques rei · h1 blanques torre | a8 negres torre · d8 negres dama · e8 negres rei · f8 negres alfil · g8 negres cavall · h8 negres torre · d7 negres alfil · f7 negres peó · g7 negres peó · h7 negres peó · a6 negres peó · d6 negres peó · b5 negres peó · d5 blanques dama · c4 negres peó · e4 blanques peó · b3 blanques alfil · a2 blanques peó · b2 blanques peó · c2 blanques peó · f2 blanques peó · g2 blanques peó · h2 blanques peó · a1 blanques torre · b1 blanques cavall · c1 blanques alfil · e1 blanques rei · h1 blanques torre | a8 negres torre · d8 negres dama · e8 negres rei · f8 negres alfil · g8 negres cavall · h8 negres torre · d7 negres alfil · f7 negres peó · g7 negres peó · h7 negres peó · a6 negres peó · d6 negres peó · b5 negres peó · d5 blanques dama · c4 negres peó · e4 blanques peó · b3 blanques alfil · a2 blanques peó · b2 blanques peó · c2 blanques peó · f2 blanques peó · g2 blanques peó · h2 blanques peó · a1 blanques torre · b1 blanques cavall · c1 blanques alfil · e1 blanques rei · h1 blanques torre | a8 negres torre · d8 negres dama · e8 negres rei · f8 negres alfil · g8 negres cavall · h8 negres torre · d7 negres alfil · f7 negres peó · g7 negres peó · h7 negres peó · a6 negres peó · d6 negres peó · b5 negres peó · d5 blanques dama · c4 negres peó · e4 blanques peó · b3 blanques alfil · a2 blanques peó · b2 blanques peó · c2 blanques peó · f2 blanques peó · g2 blanques peó · h2 blanques peó · a1 blanques torre · b1 blanques cavall · c1 blanques alfil · e1 blanques rei · h1 blanques torre | a8 negres torre · d8 negres dama · e8 negres rei · f8 negres alfil · g8 negres cavall · h8 negres torre · d7 negres alfil · f7 negres peó · g7 negres peó · h7 negres peó · a6 negres peó · d6 negres peó · b5 negres peó · d5 blanques dama · c4 negres peó · e4 blanques peó · b3 blanques alfil · a2 blanques peó · b2 blanques peó · c2 blanques peó · f2 blanques peó · g2 blanques peó · h2 blanques peó · a1 blanques torre · b1 blanques cavall · c1 blanques alfil · e1 blanques rei · h1 blanques torre | a8 negres torre · d8 negres dama · e8 negres rei · f8 negres alfil · g8 negres cavall · h8 negres torre · d7 negres alfil · f7 negres peó · g7 negres peó · h7 negres peó · a6 negres peó · d6 negres peó · b5 negres peó · d5 blanques dama · c4 negres peó · e4 blanques peó · b3 blanques alfil · a2 blanques peó · b2 blanques peó · c2 blanques peó · f2 blanques peó · g2 blanques peó · h2 blanques peó · a1 blanques torre · b1 blanques cavall · c1 blanques alfil · e1 blanques rei · h1 blanques torre | a8 negres torre · d8 negres dama · e8 negres rei · f8 negres alfil · g8 negres cavall · h8 negres torre · d7 negres alfil · f7 negres peó · g7 negres peó · h7 negres peó · a6 negres peó · d6 negres peó · b5 negres peó · d5 blanques dama · c4 negres peó · e4 blanques peó · b3 blanques alfil · a2 blanques peó · b2 blanques peó · c2 blanques peó · f2 blanques peó · g2 blanques peó · h2 blanques peó · a1 blanques torre · b1 blanques cavall · c1 blanques alfil · e1 blanques rei · h1 blanques torre | a8 negres torre · d8 negres dama · e8 negres rei · f8 negres alfil · g8 negres cavall · h8 negres torre · d7 negres alfil · f7 negres peó · g7 negres peó · h7 negres peó · a6 negres peó · d6 negres peó · b5 negres peó · d5 blanques dama · c4 negres peó · e4 blanques peó · b3 blanques alfil · a2 blanques peó · b2 blanques peó · c2 blanques peó · f2 blanques peó · g2 blanques peó · h2 blanques peó · a1 blanques torre · b1 blanques cavall · c1 blanques alfil · e1 blanques rei · h1 blanques torre | 8 |
| 7 | a8 negres torre · d8 negres dama · e8 negres rei · f8 negres alfil · g8 negres cavall · h8 negres torre · d7 negres alfil · f7 negres peó · g7 negres peó · h7 negres peó · a6 negres peó · d6 negres peó · b5 negres peó · d5 blanques dama · c4 negres peó · e4 blanques peó · b3 blanques alfil · a2 blanques peó · b2 blanques peó · c2 blanques peó · f2 blanques peó · g2 blanques peó · h2 blanques peó · a1 blanques torre · b1 blanques cavall · c1 blanques alfil · e1 blanques rei · h1 blanques torre | a8 negres torre · d8 negres dama · e8 negres rei · f8 negres alfil · g8 negres cavall · h8 negres torre · d7 negres alfil · f7 negres peó · g7 negres peó · h7 negres peó · a6 negres peó · d6 negres peó · b5 negres peó · d5 blanques dama · c4 negres peó · e4 blanques peó · b3 blanques alfil · a2 blanques peó · b2 blanques peó · c2 blanques peó · f2 blanques peó · g2 blanques peó · h2 blanques peó · a1 blanques torre · b1 blanques cavall · c1 blanques alfil · e1 blanques rei · h1 blanques torre | a8 negres torre · d8 negres dama · e8 negres rei · f8 negres alfil · g8 negres cavall · h8 negres torre · d7 negres alfil · f7 negres peó · g7 negres peó · h7 negres peó · a6 negres peó · d6 negres peó · b5 negres peó · d5 blanques dama · c4 negres peó · e4 blanques peó · b3 blanques alfil · a2 blanques peó · b2 blanques peó · c2 blanques peó · f2 blanques peó · g2 blanques peó · h2 blanques peó · a1 blanques torre · b1 blanques cavall · c1 blanques alfil · e1 blanques rei · h1 blanques torre | a8 negres torre · d8 negres dama · e8 negres rei · f8 negres alfil · g8 negres cavall · h8 negres torre · d7 negres alfil · f7 negres peó · g7 negres peó · h7 negres peó · a6 negres peó · d6 negres peó · b5 negres peó · d5 blanques dama · c4 negres peó · e4 blanques peó · b3 blanques alfil · a2 blanques peó · b2 blanques peó · c2 blanques peó · f2 blanques peó · g2 blanques peó · h2 blanques peó · a1 blanques torre · b1 blanques cavall · c1 blanques alfil · e1 blanques rei · h1 blanques torre | a8 negres torre · d8 negres dama · e8 negres rei · f8 negres alfil · g8 negres cavall · h8 negres torre · d7 negres alfil · f7 negres peó · g7 negres peó · h7 negres peó · a6 negres peó · d6 negres peó · b5 negres peó · d5 blanques dama · c4 negres peó · e4 blanques peó · b3 blanques alfil · a2 blanques peó · b2 blanques peó · c2 blanques peó · f2 blanques peó · g2 blanques peó · h2 blanques peó · a1 blanques torre · b1 blanques cavall · c1 blanques alfil · e1 blanques rei · h1 blanques torre | a8 negres torre · d8 negres dama · e8 negres rei · f8 negres alfil · g8 negres cavall · h8 negres torre · d7 negres alfil · f7 negres peó · g7 negres peó · h7 negres peó · a6 negres peó · d6 negres peó · b5 negres peó · d5 blanques dama · c4 negres peó · e4 blanques peó · b3 blanques alfil · a2 blanques peó · b2 blanques peó · c2 blanques peó · f2 blanques peó · g2 blanques peó · h2 blanques peó · a1 blanques torre · b1 blanques cavall · c1 blanques alfil · e1 blanques rei · h1 blanques torre | a8 negres torre · d8 negres dama · e8 negres rei · f8 negres alfil · g8 negres cavall · h8 negres torre · d7 negres alfil · f7 negres peó · g7 negres peó · h7 negres peó · a6 negres peó · d6 negres peó · b5 negres peó · d5 blanques dama · c4 negres peó · e4 blanques peó · b3 blanques alfil · a2 blanques peó · b2 blanques peó · c2 blanques peó · f2 blanques peó · g2 blanques peó · h2 blanques peó · a1 blanques torre · b1 blanques cavall · c1 blanques alfil · e1 blanques rei · h1 blanques torre | a8 negres torre · d8 negres dama · e8 negres rei · f8 negres alfil · g8 negres cavall · h8 negres torre · d7 negres alfil · f7 negres peó · g7 negres peó · h7 negres peó · a6 negres peó · d6 negres peó · b5 negres peó · d5 blanques dama · c4 negres peó · e4 blanques peó · b3 blanques alfil · a2 blanques peó · b2 blanques peó · c2 blanques peó · f2 blanques peó · g2 blanques peó · h2 blanques peó · a1 blanques torre · b1 blanques cavall · c1 blanques alfil · e1 blanques rei · h1 blanques torre | 7 |
| 6 | a8 negres torre · d8 negres dama · e8 negres rei · f8 negres alfil · g8 negres cavall · h8 negres torre · d7 negres alfil · f7 negres peó · g7 negres peó · h7 negres peó · a6 negres peó · d6 negres peó · b5 negres peó · d5 blanques dama · c4 negres peó · e4 blanques peó · b3 blanques alfil · a2 blanques peó · b2 blanques peó · c2 blanques peó · f2 blanques peó · g2 blanques peó · h2 blanques peó · a1 blanques torre · b1 blanques cavall · c1 blanques alfil · e1 blanques rei · h1 blanques torre | a8 negres torre · d8 negres dama · e8 negres rei · f8 negres alfil · g8 negres cavall · h8 negres torre · d7 negres alfil · f7 negres peó · g7 negres peó · h7 negres peó · a6 negres peó · d6 negres peó · b5 negres peó · d5 blanques dama · c4 negres peó · e4 blanques peó · b3 blanques alfil · a2 blanques peó · b2 blanques peó · c2 blanques peó · f2 blanques peó · g2 blanques peó · h2 blanques peó · a1 blanques torre · b1 blanques cavall · c1 blanques alfil · e1 blanques rei · h1 blanques torre | a8 negres torre · d8 negres dama · e8 negres rei · f8 negres alfil · g8 negres cavall · h8 negres torre · d7 negres alfil · f7 negres peó · g7 negres peó · h7 negres peó · a6 negres peó · d6 negres peó · b5 negres peó · d5 blanques dama · c4 negres peó · e4 blanques peó · b3 blanques alfil · a2 blanques peó · b2 blanques peó · c2 blanques peó · f2 blanques peó · g2 blanques peó · h2 blanques peó · a1 blanques torre · b1 blanques cavall · c1 blanques alfil · e1 blanques rei · h1 blanques torre | a8 negres torre · d8 negres dama · e8 negres rei · f8 negres alfil · g8 negres cavall · h8 negres torre · d7 negres alfil · f7 negres peó · g7 negres peó · h7 negres peó · a6 negres peó · d6 negres peó · b5 negres peó · d5 blanques dama · c4 negres peó · e4 blanques peó · b3 blanques alfil · a2 blanques peó · b2 blanques peó · c2 blanques peó · f2 blanques peó · g2 blanques peó · h2 blanques peó · a1 blanques torre · b1 blanques cavall · c1 blanques alfil · e1 blanques rei · h1 blanques torre | a8 negres torre · d8 negres dama · e8 negres rei · f8 negres alfil · g8 negres cavall · h8 negres torre · d7 negres alfil · f7 negres peó · g7 negres peó · h7 negres peó · a6 negres peó · d6 negres peó · b5 negres peó · d5 blanques dama · c4 negres peó · e4 blanques peó · b3 blanques alfil · a2 blanques peó · b2 blanques peó · c2 blanques peó · f2 blanques peó · g2 blanques peó · h2 blanques peó · a1 blanques torre · b1 blanques cavall · c1 blanques alfil · e1 blanques rei · h1 blanques torre | a8 negres torre · d8 negres dama · e8 negres rei · f8 negres alfil · g8 negres cavall · h8 negres torre · d7 negres alfil · f7 negres peó · g7 negres peó · h7 negres peó · a6 negres peó · d6 negres peó · b5 negres peó · d5 blanques dama · c4 negres peó · e4 blanques peó · b3 blanques alfil · a2 blanques peó · b2 blanques peó · c2 blanques peó · f2 blanques peó · g2 blanques peó · h2 blanques peó · a1 blanques torre · b1 blanques cavall · c1 blanques alfil · e1 blanques rei · h1 blanques torre | a8 negres torre · d8 negres dama · e8 negres rei · f8 negres alfil · g8 negres cavall · h8 negres torre · d7 negres alfil · f7 negres peó · g7 negres peó · h7 negres peó · a6 negres peó · d6 negres peó · b5 negres peó · d5 blanques dama · c4 negres peó · e4 blanques peó · b3 blanques alfil · a2 blanques peó · b2 blanques peó · c2 blanques peó · f2 blanques peó · g2 blanques peó · h2 blanques peó · a1 blanques torre · b1 blanques cavall · c1 blanques alfil · e1 blanques rei · h1 blanques torre | a8 negres torre · d8 negres dama · e8 negres rei · f8 negres alfil · g8 negres cavall · h8 negres torre · d7 negres alfil · f7 negres peó · g7 negres peó · h7 negres peó · a6 negres peó · d6 negres peó · b5 negres peó · d5 blanques dama · c4 negres peó · e4 blanques peó · b3 blanques alfil · a2 blanques peó · b2 blanques peó · c2 blanques peó · f2 blanques peó · g2 blanques peó · h2 blanques peó · a1 blanques torre · b1 blanques cavall · c1 blanques alfil · e1 blanques rei · h1 blanques torre | 6 |
| 5 | a8 negres torre · d8 negres dama · e8 negres rei · f8 negres alfil · g8 negres cavall · h8 negres torre · d7 negres alfil · f7 negres peó · g7 negres peó · h7 negres peó · a6 negres peó · d6 negres peó · b5 negres peó · d5 blanques dama · c4 negres peó · e4 blanques peó · b3 blanques alfil · a2 blanques peó · b2 blanques peó · c2 blanques peó · f2 blanques peó · g2 blanques peó · h2 blanques peó · a1 blanques torre · b1 blanques cavall · c1 blanques alfil · e1 blanques rei · h1 blanques torre | a8 negres torre · d8 negres dama · e8 negres rei · f8 negres alfil · g8 negres cavall · h8 negres torre · d7 negres alfil · f7 negres peó · g7 negres peó · h7 negres peó · a6 negres peó · d6 negres peó · b5 negres peó · d5 blanques dama · c4 negres peó · e4 blanques peó · b3 blanques alfil · a2 blanques peó · b2 blanques peó · c2 blanques peó · f2 blanques peó · g2 blanques peó · h2 blanques peó · a1 blanques torre · b1 blanques cavall · c1 blanques alfil · e1 blanques rei · h1 blanques torre | a8 negres torre · d8 negres dama · e8 negres rei · f8 negres alfil · g8 negres cavall · h8 negres torre · d7 negres alfil · f7 negres peó · g7 negres peó · h7 negres peó · a6 negres peó · d6 negres peó · b5 negres peó · d5 blanques dama · c4 negres peó · e4 blanques peó · b3 blanques alfil · a2 blanques peó · b2 blanques peó · c2 blanques peó · f2 blanques peó · g2 blanques peó · h2 blanques peó · a1 blanques torre · b1 blanques cavall · c1 blanques alfil · e1 blanques rei · h1 blanques torre | a8 negres torre · d8 negres dama · e8 negres rei · f8 negres alfil · g8 negres cavall · h8 negres torre · d7 negres alfil · f7 negres peó · g7 negres peó · h7 negres peó · a6 negres peó · d6 negres peó · b5 negres peó · d5 blanques dama · c4 negres peó · e4 blanques peó · b3 blanques alfil · a2 blanques peó · b2 blanques peó · c2 blanques peó · f2 blanques peó · g2 blanques peó · h2 blanques peó · a1 blanques torre · b1 blanques cavall · c1 blanques alfil · e1 blanques rei · h1 blanques torre | a8 negres torre · d8 negres dama · e8 negres rei · f8 negres alfil · g8 negres cavall · h8 negres torre · d7 negres alfil · f7 negres peó · g7 negres peó · h7 negres peó · a6 negres peó · d6 negres peó · b5 negres peó · d5 blanques dama · c4 negres peó · e4 blanques peó · b3 blanques alfil · a2 blanques peó · b2 blanques peó · c2 blanques peó · f2 blanques peó · g2 blanques peó · h2 blanques peó · a1 blanques torre · b1 blanques cavall · c1 blanques alfil · e1 blanques rei · h1 blanques torre | a8 negres torre · d8 negres dama · e8 negres rei · f8 negres alfil · g8 negres cavall · h8 negres torre · d7 negres alfil · f7 negres peó · g7 negres peó · h7 negres peó · a6 negres peó · d6 negres peó · b5 negres peó · d5 blanques dama · c4 negres peó · e4 blanques peó · b3 blanques alfil · a2 blanques peó · b2 blanques peó · c2 blanques peó · f2 blanques peó · g2 blanques peó · h2 blanques peó · a1 blanques torre · b1 blanques cavall · c1 blanques alfil · e1 blanques rei · h1 blanques torre | a8 negres torre · d8 negres dama · e8 negres rei · f8 negres alfil · g8 negres cavall · h8 negres torre · d7 negres alfil · f7 negres peó · g7 negres peó · h7 negres peó · a6 negres peó · d6 negres peó · b5 negres peó · d5 blanques dama · c4 negres peó · e4 blanques peó · b3 blanques alfil · a2 blanques peó · b2 blanques peó · c2 blanques peó · f2 blanques peó · g2 blanques peó · h2 blanques peó · a1 blanques torre · b1 blanques cavall · c1 blanques alfil · e1 blanques rei · h1 blanques torre | a8 negres torre · d8 negres dama · e8 negres rei · f8 negres alfil · g8 negres cavall · h8 negres torre · d7 negres alfil · f7 negres peó · g7 negres peó · h7 negres peó · a6 negres peó · d6 negres peó · b5 negres peó · d5 blanques dama · c4 negres peó · e4 blanques peó · b3 blanques alfil · a2 blanques peó · b2 blanques peó · c2 blanques peó · f2 blanques peó · g2 blanques peó · h2 blanques peó · a1 blanques torre · b1 blanques cavall · c1 blanques alfil · e1 blanques rei · h1 blanques torre | 5 |
| 4 | a8 negres torre · d8 negres dama · e8 negres rei · f8 negres alfil · g8 negres cavall · h8 negres torre · d7 negres alfil · f7 negres peó · g7 negres peó · h7 negres peó · a6 negres peó · d6 negres peó · b5 negres peó · d5 blanques dama · c4 negres peó · e4 blanques peó · b3 blanques alfil · a2 blanques peó · b2 blanques peó · c2 blanques peó · f2 blanques peó · g2 blanques peó · h2 blanques peó · a1 blanques torre · b1 blanques cavall · c1 blanques alfil · e1 blanques rei · h1 blanques torre | a8 negres torre · d8 negres dama · e8 negres rei · f8 negres alfil · g8 negres cavall · h8 negres torre · d7 negres alfil · f7 negres peó · g7 negres peó · h7 negres peó · a6 negres peó · d6 negres peó · b5 negres peó · d5 blanques dama · c4 negres peó · e4 blanques peó · b3 blanques alfil · a2 blanques peó · b2 blanques peó · c2 blanques peó · f2 blanques peó · g2 blanques peó · h2 blanques peó · a1 blanques torre · b1 blanques cavall · c1 blanques alfil · e1 blanques rei · h1 blanques torre | a8 negres torre · d8 negres dama · e8 negres rei · f8 negres alfil · g8 negres cavall · h8 negres torre · d7 negres alfil · f7 negres peó · g7 negres peó · h7 negres peó · a6 negres peó · d6 negres peó · b5 negres peó · d5 blanques dama · c4 negres peó · e4 blanques peó · b3 blanques alfil · a2 blanques peó · b2 blanques peó · c2 blanques peó · f2 blanques peó · g2 blanques peó · h2 blanques peó · a1 blanques torre · b1 blanques cavall · c1 blanques alfil · e1 blanques rei · h1 blanques torre | a8 negres torre · d8 negres dama · e8 negres rei · f8 negres alfil · g8 negres cavall · h8 negres torre · d7 negres alfil · f7 negres peó · g7 negres peó · h7 negres peó · a6 negres peó · d6 negres peó · b5 negres peó · d5 blanques dama · c4 negres peó · e4 blanques peó · b3 blanques alfil · a2 blanques peó · b2 blanques peó · c2 blanques peó · f2 blanques peó · g2 blanques peó · h2 blanques peó · a1 blanques torre · b1 blanques cavall · c1 blanques alfil · e1 blanques rei · h1 blanques torre | a8 negres torre · d8 negres dama · e8 negres rei · f8 negres alfil · g8 negres cavall · h8 negres torre · d7 negres alfil · f7 negres peó · g7 negres peó · h7 negres peó · a6 negres peó · d6 negres peó · b5 negres peó · d5 blanques dama · c4 negres peó · e4 blanques peó · b3 blanques alfil · a2 blanques peó · b2 blanques peó · c2 blanques peó · f2 blanques peó · g2 blanques peó · h2 blanques peó · a1 blanques torre · b1 blanques cavall · c1 blanques alfil · e1 blanques rei · h1 blanques torre | a8 negres torre · d8 negres dama · e8 negres rei · f8 negres alfil · g8 negres cavall · h8 negres torre · d7 negres alfil · f7 negres peó · g7 negres peó · h7 negres peó · a6 negres peó · d6 negres peó · b5 negres peó · d5 blanques dama · c4 negres peó · e4 blanques peó · b3 blanques alfil · a2 blanques peó · b2 blanques peó · c2 blanques peó · f2 blanques peó · g2 blanques peó · h2 blanques peó · a1 blanques torre · b1 blanques cavall · c1 blanques alfil · e1 blanques rei · h1 blanques torre | a8 negres torre · d8 negres dama · e8 negres rei · f8 negres alfil · g8 negres cavall · h8 negres torre · d7 negres alfil · f7 negres peó · g7 negres peó · h7 negres peó · a6 negres peó · d6 negres peó · b5 negres peó · d5 blanques dama · c4 negres peó · e4 blanques peó · b3 blanques alfil · a2 blanques peó · b2 blanques peó · c2 blanques peó · f2 blanques peó · g2 blanques peó · h2 blanques peó · a1 blanques torre · b1 blanques cavall · c1 blanques alfil · e1 blanques rei · h1 blanques torre | a8 negres torre · d8 negres dama · e8 negres rei · f8 negres alfil · g8 negres cavall · h8 negres torre · d7 negres alfil · f7 negres peó · g7 negres peó · h7 negres peó · a6 negres peó · d6 negres peó · b5 negres peó · d5 blanques dama · c4 negres peó · e4 blanques peó · b3 blanques alfil · a2 blanques peó · b2 blanques peó · c2 blanques peó · f2 blanques peó · g2 blanques peó · h2 blanques peó · a1 blanques torre · b1 blanques cavall · c1 blanques alfil · e1 blanques rei · h1 blanques torre | 4 |
| 3 | a8 negres torre · d8 negres dama · e8 negres rei · f8 negres alfil · g8 negres cavall · h8 negres torre · d7 negres alfil · f7 negres peó · g7 negres peó · h7 negres peó · a6 negres peó · d6 negres peó · b5 negres peó · d5 blanques dama · c4 negres peó · e4 blanques peó · b3 blanques alfil · a2 blanques peó · b2 blanques peó · c2 blanques peó · f2 blanques peó · g2 blanques peó · h2 blanques peó · a1 blanques torre · b1 blanques cavall · c1 blanques alfil · e1 blanques rei · h1 blanques torre | a8 negres torre · d8 negres dama · e8 negres rei · f8 negres alfil · g8 negres cavall · h8 negres torre · d7 negres alfil · f7 negres peó · g7 negres peó · h7 negres peó · a6 negres peó · d6 negres peó · b5 negres peó · d5 blanques dama · c4 negres peó · e4 blanques peó · b3 blanques alfil · a2 blanques peó · b2 blanques peó · c2 blanques peó · f2 blanques peó · g2 blanques peó · h2 blanques peó · a1 blanques torre · b1 blanques cavall · c1 blanques alfil · e1 blanques rei · h1 blanques torre | a8 negres torre · d8 negres dama · e8 negres rei · f8 negres alfil · g8 negres cavall · h8 negres torre · d7 negres alfil · f7 negres peó · g7 negres peó · h7 negres peó · a6 negres peó · d6 negres peó · b5 negres peó · d5 blanques dama · c4 negres peó · e4 blanques peó · b3 blanques alfil · a2 blanques peó · b2 blanques peó · c2 blanques peó · f2 blanques peó · g2 blanques peó · h2 blanques peó · a1 blanques torre · b1 blanques cavall · c1 blanques alfil · e1 blanques rei · h1 blanques torre | a8 negres torre · d8 negres dama · e8 negres rei · f8 negres alfil · g8 negres cavall · h8 negres torre · d7 negres alfil · f7 negres peó · g7 negres peó · h7 negres peó · a6 negres peó · d6 negres peó · b5 negres peó · d5 blanques dama · c4 negres peó · e4 blanques peó · b3 blanques alfil · a2 blanques peó · b2 blanques peó · c2 blanques peó · f2 blanques peó · g2 blanques peó · h2 blanques peó · a1 blanques torre · b1 blanques cavall · c1 blanques alfil · e1 blanques rei · h1 blanques torre | a8 negres torre · d8 negres dama · e8 negres rei · f8 negres alfil · g8 negres cavall · h8 negres torre · d7 negres alfil · f7 negres peó · g7 negres peó · h7 negres peó · a6 negres peó · d6 negres peó · b5 negres peó · d5 blanques dama · c4 negres peó · e4 blanques peó · b3 blanques alfil · a2 blanques peó · b2 blanques peó · c2 blanques peó · f2 blanques peó · g2 blanques peó · h2 blanques peó · a1 blanques torre · b1 blanques cavall · c1 blanques alfil · e1 blanques rei · h1 blanques torre | a8 negres torre · d8 negres dama · e8 negres rei · f8 negres alfil · g8 negres cavall · h8 negres torre · d7 negres alfil · f7 negres peó · g7 negres peó · h7 negres peó · a6 negres peó · d6 negres peó · b5 negres peó · d5 blanques dama · c4 negres peó · e4 blanques peó · b3 blanques alfil · a2 blanques peó · b2 blanques peó · c2 blanques peó · f2 blanques peó · g2 blanques peó · h2 blanques peó · a1 blanques torre · b1 blanques cavall · c1 blanques alfil · e1 blanques rei · h1 blanques torre | a8 negres torre · d8 negres dama · e8 negres rei · f8 negres alfil · g8 negres cavall · h8 negres torre · d7 negres alfil · f7 negres peó · g7 negres peó · h7 negres peó · a6 negres peó · d6 negres peó · b5 negres peó · d5 blanques dama · c4 negres peó · e4 blanques peó · b3 blanques alfil · a2 blanques peó · b2 blanques peó · c2 blanques peó · f2 blanques peó · g2 blanques peó · h2 blanques peó · a1 blanques torre · b1 blanques cavall · c1 blanques alfil · e1 blanques rei · h1 blanques torre | a8 negres torre · d8 negres dama · e8 negres rei · f8 negres alfil · g8 negres cavall · h8 negres torre · d7 negres alfil · f7 negres peó · g7 negres peó · h7 negres peó · a6 negres peó · d6 negres peó · b5 negres peó · d5 blanques dama · c4 negres peó · e4 blanques peó · b3 blanques alfil · a2 blanques peó · b2 blanques peó · c2 blanques peó · f2 blanques peó · g2 blanques peó · h2 blanques peó · a1 blanques torre · b1 blanques cavall · c1 blanques alfil · e1 blanques rei · h1 blanques torre | 3 |
| 2 | a8 negres torre · d8 negres dama · e8 negres rei · f8 negres alfil · g8 negres cavall · h8 negres torre · d7 negres alfil · f7 negres peó · g7 negres peó · h7 negres peó · a6 negres peó · d6 negres peó · b5 negres peó · d5 blanques dama · c4 negres peó · e4 blanques peó · b3 blanques alfil · a2 blanques peó · b2 blanques peó · c2 blanques peó · f2 blanques peó · g2 blanques peó · h2 blanques peó · a1 blanques torre · b1 blanques cavall · c1 blanques alfil · e1 blanques rei · h1 blanques torre | a8 negres torre · d8 negres dama · e8 negres rei · f8 negres alfil · g8 negres cavall · h8 negres torre · d7 negres alfil · f7 negres peó · g7 negres peó · h7 negres peó · a6 negres peó · d6 negres peó · b5 negres peó · d5 blanques dama · c4 negres peó · e4 blanques peó · b3 blanques alfil · a2 blanques peó · b2 blanques peó · c2 blanques peó · f2 blanques peó · g2 blanques peó · h2 blanques peó · a1 blanques torre · b1 blanques cavall · c1 blanques alfil · e1 blanques rei · h1 blanques torre | a8 negres torre · d8 negres dama · e8 negres rei · f8 negres alfil · g8 negres cavall · h8 negres torre · d7 negres alfil · f7 negres peó · g7 negres peó · h7 negres peó · a6 negres peó · d6 negres peó · b5 negres peó · d5 blanques dama · c4 negres peó · e4 blanques peó · b3 blanques alfil · a2 blanques peó · b2 blanques peó · c2 blanques peó · f2 blanques peó · g2 blanques peó · h2 blanques peó · a1 blanques torre · b1 blanques cavall · c1 blanques alfil · e1 blanques rei · h1 blanques torre | a8 negres torre · d8 negres dama · e8 negres rei · f8 negres alfil · g8 negres cavall · h8 negres torre · d7 negres alfil · f7 negres peó · g7 negres peó · h7 negres peó · a6 negres peó · d6 negres peó · b5 negres peó · d5 blanques dama · c4 negres peó · e4 blanques peó · b3 blanques alfil · a2 blanques peó · b2 blanques peó · c2 blanques peó · f2 blanques peó · g2 blanques peó · h2 blanques peó · a1 blanques torre · b1 blanques cavall · c1 blanques alfil · e1 blanques rei · h1 blanques torre | a8 negres torre · d8 negres dama · e8 negres rei · f8 negres alfil · g8 negres cavall · h8 negres torre · d7 negres alfil · f7 negres peó · g7 negres peó · h7 negres peó · a6 negres peó · d6 negres peó · b5 negres peó · d5 blanques dama · c4 negres peó · e4 blanques peó · b3 blanques alfil · a2 blanques peó · b2 blanques peó · c2 blanques peó · f2 blanques peó · g2 blanques peó · h2 blanques peó · a1 blanques torre · b1 blanques cavall · c1 blanques alfil · e1 blanques rei · h1 blanques torre | a8 negres torre · d8 negres dama · e8 negres rei · f8 negres alfil · g8 negres cavall · h8 negres torre · d7 negres alfil · f7 negres peó · g7 negres peó · h7 negres peó · a6 negres peó · d6 negres peó · b5 negres peó · d5 blanques dama · c4 negres peó · e4 blanques peó · b3 blanques alfil · a2 blanques peó · b2 blanques peó · c2 blanques peó · f2 blanques peó · g2 blanques peó · h2 blanques peó · a1 blanques torre · b1 blanques cavall · c1 blanques alfil · e1 blanques rei · h1 blanques torre | a8 negres torre · d8 negres dama · e8 negres rei · f8 negres alfil · g8 negres cavall · h8 negres torre · d7 negres alfil · f7 negres peó · g7 negres peó · h7 negres peó · a6 negres peó · d6 negres peó · b5 negres peó · d5 blanques dama · c4 negres peó · e4 blanques peó · b3 blanques alfil · a2 blanques peó · b2 blanques peó · c2 blanques peó · f2 blanques peó · g2 blanques peó · h2 blanques peó · a1 blanques torre · b1 blanques cavall · c1 blanques alfil · e1 blanques rei · h1 blanques torre | a8 negres torre · d8 negres dama · e8 negres rei · f8 negres alfil · g8 negres cavall · h8 negres torre · d7 negres alfil · f7 negres peó · g7 negres peó · h7 negres peó · a6 negres peó · d6 negres peó · b5 negres peó · d5 blanques dama · c4 negres peó · e4 blanques peó · b3 blanques alfil · a2 blanques peó · b2 blanques peó · c2 blanques peó · f2 blanques peó · g2 blanques peó · h2 blanques peó · a1 blanques torre · b1 blanques cavall · c1 blanques alfil · e1 blanques rei · h1 blanques torre | 2 |
| 1 | a8 negres torre · d8 negres dama · e8 negres rei · f8 negres alfil · g8 negres cavall · h8 negres torre · d7 negres alfil · f7 negres peó · g7 negres peó · h7 negres peó · a6 negres peó · d6 negres peó · b5 negres peó · d5 blanques dama · c4 negres peó · e4 blanques peó · b3 blanques alfil · a2 blanques peó · b2 blanques peó · c2 blanques peó · f2 blanques peó · g2 blanques peó · h2 blanques peó · a1 blanques torre · b1 blanques cavall · c1 blanques alfil · e1 blanques rei · h1 blanques torre | a8 negres torre · d8 negres dama · e8 negres rei · f8 negres alfil · g8 negres cavall · h8 negres torre · d7 negres alfil · f7 negres peó · g7 negres peó · h7 negres peó · a6 negres peó · d6 negres peó · b5 negres peó · d5 blanques dama · c4 negres peó · e4 blanques peó · b3 blanques alfil · a2 blanques peó · b2 blanques peó · c2 blanques peó · f2 blanques peó · g2 blanques peó · h2 blanques peó · a1 blanques torre · b1 blanques cavall · c1 blanques alfil · e1 blanques rei · h1 blanques torre | a8 negres torre · d8 negres dama · e8 negres rei · f8 negres alfil · g8 negres cavall · h8 negres torre · d7 negres alfil · f7 negres peó · g7 negres peó · h7 negres peó · a6 negres peó · d6 negres peó · b5 negres peó · d5 blanques dama · c4 negres peó · e4 blanques peó · b3 blanques alfil · a2 blanques peó · b2 blanques peó · c2 blanques peó · f2 blanques peó · g2 blanques peó · h2 blanques peó · a1 blanques torre · b1 blanques cavall · c1 blanques alfil · e1 blanques rei · h1 blanques torre | a8 negres torre · d8 negres dama · e8 negres rei · f8 negres alfil · g8 negres cavall · h8 negres torre · d7 negres alfil · f7 negres peó · g7 negres peó · h7 negres peó · a6 negres peó · d6 negres peó · b5 negres peó · d5 blanques dama · c4 negres peó · e4 blanques peó · b3 blanques alfil · a2 blanques peó · b2 blanques peó · c2 blanques peó · f2 blanques peó · g2 blanques peó · h2 blanques peó · a1 blanques torre · b1 blanques cavall · c1 blanques alfil · e1 blanques rei · h1 blanques torre | a8 negres torre · d8 negres dama · e8 negres rei · f8 negres alfil · g8 negres cavall · h8 negres torre · d7 negres alfil · f7 negres peó · g7 negres peó · h7 negres peó · a6 negres peó · d6 negres peó · b5 negres peó · d5 blanques dama · c4 negres peó · e4 blanques peó · b3 blanques alfil · a2 blanques peó · b2 blanques peó · c2 blanques peó · f2 blanques peó · g2 blanques peó · h2 blanques peó · a1 blanques torre · b1 blanques cavall · c1 blanques alfil · e1 blanques rei · h1 blanques torre | a8 negres torre · d8 negres dama · e8 negres rei · f8 negres alfil · g8 negres cavall · h8 negres torre · d7 negres alfil · f7 negres peó · g7 negres peó · h7 negres peó · a6 negres peó · d6 negres peó · b5 negres peó · d5 blanques dama · c4 negres peó · e4 blanques peó · b3 blanques alfil · a2 blanques peó · b2 blanques peó · c2 blanques peó · f2 blanques peó · g2 blanques peó · h2 blanques peó · a1 blanques torre · b1 blanques cavall · c1 blanques alfil · e1 blanques rei · h1 blanques torre | a8 negres torre · d8 negres dama · e8 negres rei · f8 negres alfil · g8 negres cavall · h8 negres torre · d7 negres alfil · f7 negres peó · g7 negres peó · h7 negres peó · a6 negres peó · d6 negres peó · b5 negres peó · d5 blanques dama · c4 negres peó · e4 blanques peó · b3 blanques alfil · a2 blanques peó · b2 blanques peó · c2 blanques peó · f2 blanques peó · g2 blanques peó · h2 blanques peó · a1 blanques torre · b1 blanques cavall · c1 blanques alfil · e1 blanques rei · h1 blanques torre | a8 negres torre · d8 negres dama · e8 negres rei · f8 negres alfil · g8 negres cavall · h8 negres torre · d7 negres alfil · f7 negres peó · g7 negres peó · h7 negres peó · a6 negres peó · d6 negres peó · b5 negres peó · d5 blanques dama · c4 negres peó · e4 blanques peó · b3 blanques alfil · a2 blanques peó · b2 blanques peó · c2 blanques peó · f2 blanques peó · g2 blanques peó · h2 blanques peó · a1 blanques torre · b1 blanques cavall · c1 blanques alfil · e1 blanques rei · h1 blanques torre | 1 |
|   | a | b | c | d | e | f | g | h |   |

El parany de l'Arca de Noè és un parany d'obertura d'escacs dins l'obertura Ruy López. Aquest nom s'empra actualment per a descriure una família de paranys en la Ruy López en els quals un alfil blanc queda atrapat a la casella b3 pels peons negres.
L'origen del nom és incert. La forma dels peons negres a a6, b5, i c4 podria recordar una arca, o el nom podria suggerir que el parany és "vell com l'Arca de Noè".
Fins i tot alguns mestres han caigut eventualment en aquest parany.
N'és un exemple la partida Endre Steiner – José Capablanca al torneig de Budapest de 1929.
1. e4 e5
2. Cf3 Cc6
3. Ab5 a6
4. Aa4 d6
5. d4(?)
Són millors per les blanques 5.c3, 5.Axc6+, i 5.0-0.
5. ... b5
6. Ab3 Cxd4
7. Cxd4 exd4
8. Dxd4??
Aleksandr Alekhin va recomanar aquest moviment al llibre del torneig de Nova York 1924 com una via per les blanques per entaular, però és un error que perd material.
Les blanques haurien d'haver jugat 8.Ad5 o bé escollir jugar de gambit amb 8.c3.
8. ... c5
9. Dd5 Ae6
10. Dc6+ Ad7
11. Dd5 c4
(Vegeu el diagrama). L'alfil de rei de les blanques està atrapat. Les blanques varen abandonar posteriorment, al moviment 32.
Una variació d'aquest parany passa en la defensa siciliana després dels moviments 1.e4 c5 2.Cf3 Cc6 3.Ab5 a6 4.Aa4?? (4.Axc6 és imprescindible) b5 5.Ab3 c4 i l'alfil queda atrapat de manera similar.